# Jungiella valachia
Jungiella valachia är en tvåvingeart som först beskrevs av Vaillant 1963.  Jungiella valachia ingår i släktet Jungiella och familjen fjärilsmyggor. Inga underarter finns listade i Catalogue of Life.